# 胡尔达 (墨西哥外交官)
巴勃罗·埃雷拉·德·胡尔达（西班牙語：Pablo Herrera de Huerta，1868年8月28日—1940年？月？日），是墨西哥外交官。曾出任驻清朝、中华民国、驻日本临时代办。